# Malý Horšín
Malý Horšín (německy Kleingorsin či Klein Horschin) je zaniklá vesnice na území obce Rybník, v k. ú. Velký Horšín v okrese Domažlice v Plzeňském kraji. Vesnice stála nad pravým břehem Radbuzy asi 2,5 kilometrů severně od obce Rybník.

## Historie
První písemná zmínka o vesnici pochází z roku 1605 při dělení mutěnínského majetku. Jiný historický německý zdroj uvádí, že první písemná zmínka o vesnici je z roku 1579, kdy patřila k panství Mostku u Rybníku, které v roce 1609 zakoupili páni Wiederspergové z Mutěnína.
Podle údajů berní ruly z roku 1654 byly Malý a Velký Horšín obydleny vždy šesti hospodáři, postupně však došlo k rychlejšímu rozvoji Velkého Horšína.
V Malém Horšíně stála v letech 1772 až 1822 stanice vojenského ochranného pásma, který sloužil k ostraze hranic.
Obyvatelé chodili do kostela svatého Bartoloměje v Mutěníně a děti do školy v Mutěníně, od roku 1787 začaly děti chodit do školy v Mostku, který byl blíže domovu.
Po druhé světové válce postihl vesnici odsun německého obyvatelstva, ovšem po válce již nedošlo k dosídlení a stala se zdrojem stavebného materiálu. Kolem cest v okolí Malého Horšína stávalo několik kovaných křížů, z nichž se žádný nedochval v původní podobě a území je částečně využíváno jako pastviny.
Po roce 2010 si v bývalé vesnici postavil na základech původního objektu soukromý zemědělec roubenou chatu.

## Obyvatelstvo
Sommerova topografie z roku 1839 popisuje ve vsi 8 domů a 63 obyvatel.
Při sčítání lidu v roce 1921 žilo ve Malém Horšíně 51 obyvatel, všichni německé národnosti. Všichni obyvatelé se hlásili k římskokatolické církvi.
| Rok            | 1869 | 1880 | 1890 | 1900 | 1910 | 1921 | 1930 | 1950 | 1961 | 1970 | 1980 | 1991 | 2001 | 2011 |
| -------------- | ---- | ---- | ---- | ---- | ---- | ---- | ---- | ---- | ---- | ---- | ---- | ---- | ---- | ---- |
| Počet obyvatel | 49   | 50   | 50   | 50   | 52   | 51   | 37   | 5    | –    | –    | –    | –    | –    | –    |
| Počet domů     | 8    | 8    | 8    | 8    | 8    | 8    | 8    | 6    | –    | –    | –    | –    | –    | –    |